# Pepper Pad
Pepper Pad为Pepper电脑公司所生产的类似于超级移动电脑的网络终端。目前最新版本为Pepper Pad 3。Pepper Pad使用AMD Geode(TM) LX 800@0.9W(a) 处理器、提供Wi-Fi 和USB 连接，内置网络摄像头，可以浏览网页，e-mail 和IM ，还可通过软件下载流媒体，如音乐，视频，电影，图片等。

## 相关报道
- （英文）Pepper Pad Review by Mobile Tech Review